# John G. Lundberg
John Graham Lundberg (* 31. August 1942) ist ein US-amerikanischer Ichthyologe. Seine Forschungsschwerpunkte sind tropische Welse, die Systematik, die Paläobiologie, die Biogeographie und die Wirbeltiermorphologie.

## Leben
Von 1960 bis 1964 studierte Lundberg an der Fairleigh Dickinson University, wo er den Bachelor of Science in Zoologie erwarb. Ab 1965 studierte er an der University of Michigan in Ann Arbor, wo er 1970 mit der Dissertation The evolutionary history of North American catfishes, Family Ictaluridae unter der Leitung von Reeve M. Bailey zum Ph.D. promoviert wurde. Von 1970 bis 1992 war er zunächst Assistenzprofessor, dann außerordentlicher Professor und schließlich ordentlicher Professor an der Abteilung für Zoologe der Duke University. Von 1985 bis 1986 forschte er mit der Förderung eines Fulbright-Stipendiums an der Universidad Central de Venezuela. Von 1993 bis 1996 war er Lehrbeauftragter an der Abteilung für Zoologie der Duke University. Von 1994 bis 1999 war er Direktor des Graduiertenkollegs Die Analyse der biologischen Diversifikation an der University of Arizona. Von 1993 bis 1999 war er Professor an der Abteilung für Ökologie und Evolutionsbiologie der University of Arizona. Seit 1999 ist er Vorsitzender und Kurator der Abteilung für Ichthyologie der Academy of Natural Sciences, Philadelphia. Seit dem Jahr 2000 ist er außerordentlicher Professor an der Drexel University und außerordentlicher Professor für Biowissenschaften an der University of Pennsylvania.
Er hat eine zusätzliche wissenschaftliche Mitarbeitertätigkeit am Los Angeles County Natural History Museum. Lundbergs Forschung umfasst lebende und fossile Fische. Er erhielt Förderungen der National Science Foundation, die die Erforschung und Dokumentation der Biota des Flusskanals des Orinoco und des Amazonas, die Evolutionsgeschichte der südamerikanischen Welsarten sowie eine fünfjährige globale Inventarisierung aller Welsartigen unterstützten. An der Duke University und der University of Arizona leitete er Bachelor- und Graduiertenkurse für vergleichende Anatomie, Ichthyologie, systematische Methoden und Evolutionsbiologie. Er betreute 13 Doktoranden und fünf Postdocs. 2009 war er Präsident der American Society of Ichthyologists and Herpetologists und er ist weiterhin im Vorstandsgremium dieser Gesellschaft tätig. An der Academy of Natural Sciences betreut, erweitert und fördert er eine der weltweit größten Fischsammlungen.

## Dedikationsnamen
Nach John G. Lundberg sind die Arten Loricaria lundbergi, Microglanis lundbergi, Prietella lundbergi, Pseudobunocephalus lundbergi, Rhabdolichops lundbergi und Typhlobelus lundbergi benannt.